# Glaser-Dirks DG-800
Die Glaser-Dirks DG-800 ist ein einsitziges Hochleistungs-Segelflugzeug mit 15 oder 18 m Flügelspannweite. Es wurde von der Herstellerfirma DG Flugzeugbau GmbH in Bruchsal auch in motorisierten Ausführungen für den Eigenstart hergestellt. Bekannt ist die DG-808 in der Ausführungsvariante „DG-808C“ als eigenstartfähiger Motorsegler durch sein Motorsteuerungssystem „DEI-NT“, welches den Piloten weitgehend von der Bedienung des Triebwerks entlastet.
Es wurde entwickelt, nachdem die Formen des Vorgängermodells Glaser-Dirks DG-600 bei einem Brand im damaligen Herstellerwerk Glaser-Dirks schwer beschädigt worden waren. Die erste Version DG-800A flog erstmals am 6. Dezember 1991. Die DG-808 ist die neueste Baureihe der DG-800-Serie. Das Flugzeug ist weitgehend aus kohlenstofffaserverstärktem Kunststoff (CfK) gebaut. An ihr wurden erstmals Mückenputzergaragen angebracht.

## Ausführungen
Sie wurde als reines Segelflugzeug (DG-808S) oder als eigenstartfähiger Motorsegler (DG-808C und DG-808C Competition) mit einklappbarem Zweitaktmotor angeboten. Sie fliegt mit 15 m oder 18 m Spannweite sowie mit oder ohne Winglets.

## Technische Daten
|                            | DG-800A 15 m        | DG-808B 18 m        | DG-800S 15 m    | DG-808S 18 m    | DG-808C 18 m        |
| -------------------------- | ------------------- | ------------------- | --------------- | --------------- | ------------------- |
| Abmessungen                |                     |                     |                 |                 |                     |
| Spannweite                 | 15 m                | 18 m                | 15 m            | 18 m            | 18 m                |
| Länge                      | 7,025 m             | 7,055 m             | 6,86 m          | 6,86 m          | 7,055 m             |
| Flügelfläche               | 10,68 m²            | 11,81 m²            | 10,68 m²        | 11,81 m²        | 11,81 m²            |
| Massen und Zuladung        |                     |                     |                 |                 |                     |
| Sitzplätze                 | 1                   | 1                   | 1               | 1               | 1                   |
| Leermasse                  | 323 kg              | 340 kg              | 260 kg          | 272 kg          | 350 kg              |
| Wasserballast              | 100 l               | 100 l               | 180 l           | 237 l           | 150 l               |
| Wasserballast Seitenflosse | –                   | –                   | 6 l             | 6 l             | 6 l                 |
| max. Flugmasse             | 525 kg              | 525 kg              | 525 kg          | 600 kg          | 600 kg              |
| Flächenbelastung           | 37,7–49,2 kg/m²     | 35,9–44,5 kg/m²     | 31,8–44,5 kg/m² | 30,1–50,8 kg/m² | 36,4–50,8 kg/m²     |
| Flugleistungen             |                     |                     |                 |                 |                     |
| beste Gleitzahl            | 45                  | 50 (51,5 mit WL)    | 45              | 52              | 52                  |
| Abrissgeschwindigkeit      | 68 km/h             | 68 km/h             | 66 km/h         | 64 km/h         | 68 km/h             |
| geringstes Sinken          | 0,59 m/s            | 0,5 m/s             | 0,55 m/s        | 0,48 m/s        | 0,51 m/s            |
| Triebwerk                  | Rotax 505 mit 38 kW | SOLO 2625 mit 40 kW | –               | –               | SOLO 2625 mit 40 kW |